# Shigeru Baba
Shigeru Baba (馬場滋?, Baba Shigeru; Nagoya, 19 gennaio 1948) è un giocatore di go giapponese.

## Biografia
Allievo di Toshio Sakai, divenne a sua volta professionista presso la Nihon Ki-in nel 1967 e raggiunse il grado massimo di 9° dan nel 1991.
In carriera non si è aggiudicato titoli ma ha raggiunto più volte le fasi finali dei tornei principali, ed è stato finalista al torneo Okan nel 1980. Si è dedicato molto anche all'insegnamento e tra i suoi allievi c'è Atsushi Ida.

## Titoli
| Nazionali | Nazionali | Nazionali |
| Torneo    | Vittorie  | Finalista |
| --------- | --------- | --------- |
| Okan      |           | 1 (1980)  |
| Totale    | 0         | 1         |